# ضيفد رباعي الزوايا
ضيفد رباعي الزوايا (الاسم العلمي:Dyschoriste quadrangularis) هو نوع من النباتات يتبع جنس الضيفد من الفصيلة الأقنتية.